# 廚川站
廚川站（日语：／ Kuriyagawa eki */?）是位於岩手縣盛岡市廚川，屬於IGR岩手銀河鐵道的岩手銀河鐵道線車站。此站可乘搭東日本旅客鉄道（JR東日本）花輪線的列車。

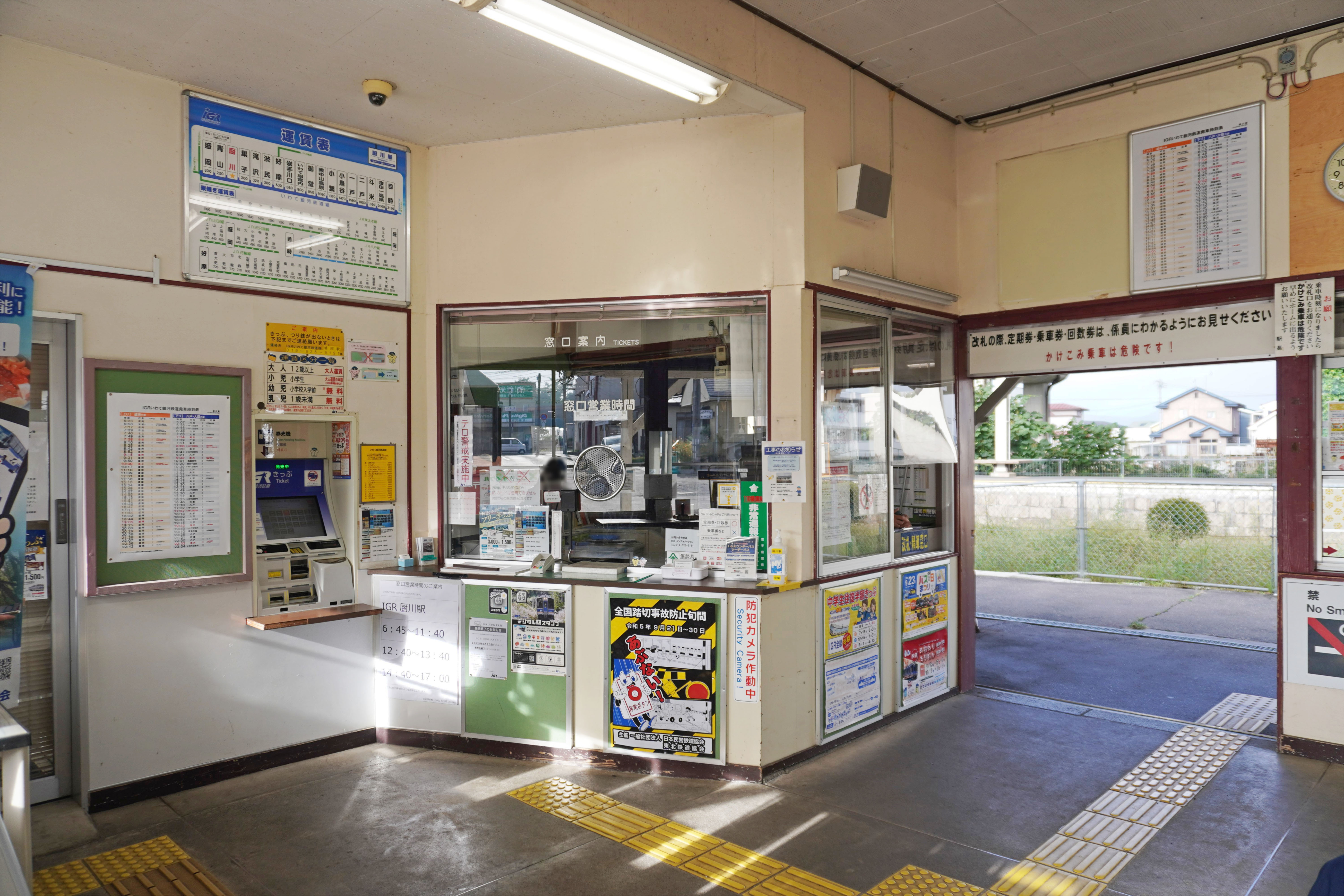
驗票口(2023年9月)

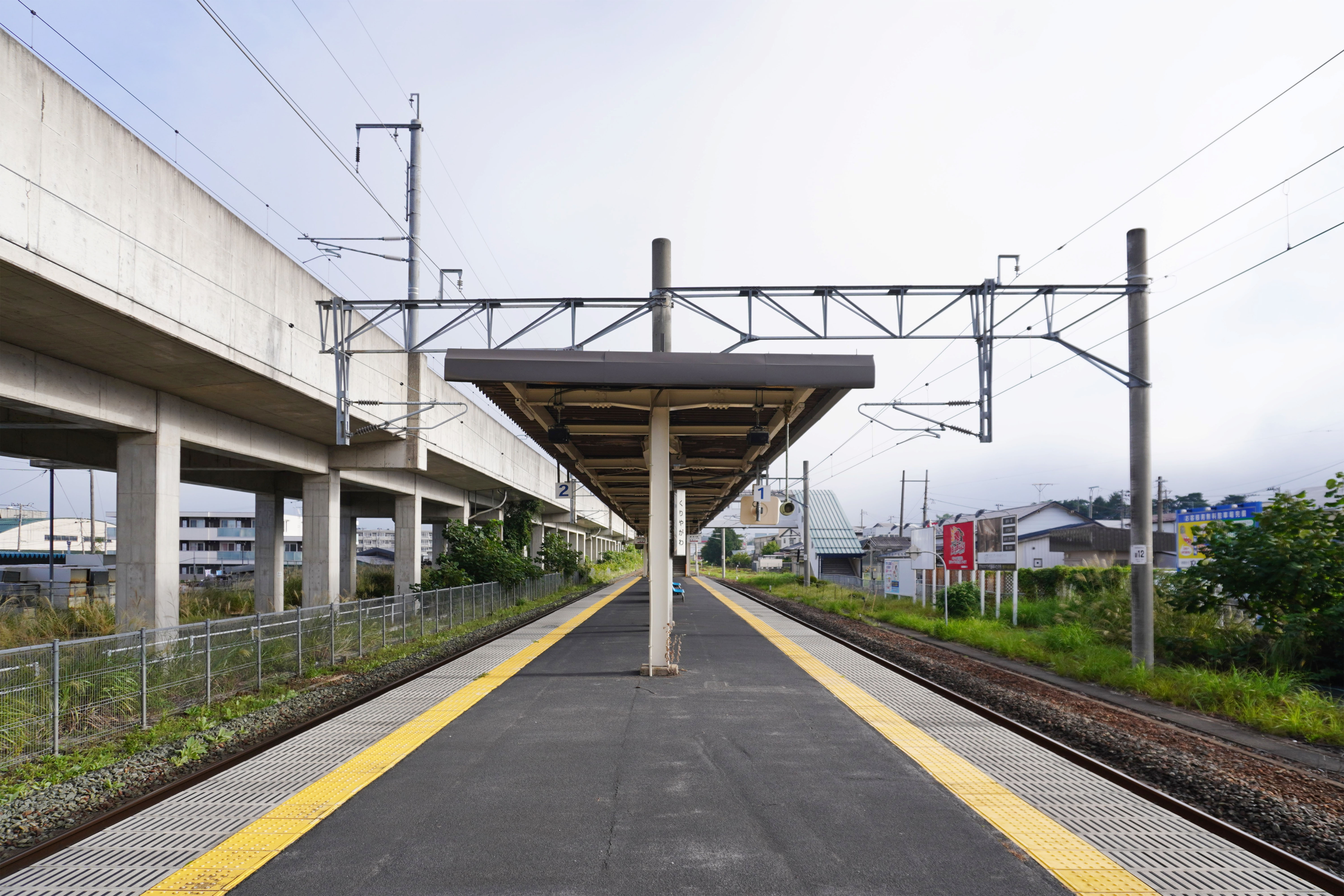
月台(2023年9月)

## 歷史
- 1918年（大正7年）11月1日：鐵道院東北本線開設此站。
- 1971年（昭和46年）8月15日：除了專用線運送的貨物外，終止貨物起卸業務。
- 1984年（昭和59年）2月1日：終止所有貨物起卸業務，成為旅客車站。專賣公社（現時：日本煙草產業）盛岡工廠專用線廢止。
- 1985年（昭和60年）3月14日：終止行李起卸業務。
- 1987年（昭和62年）
  - 3月31日：再次開始貨物起卸業務（變回一般車站）。但是沒有貨運列車班次停此站。
- 1987年（昭和62年）4月1日：伴隨國鐵分割民營化，車站由東日本旅客鐵道（JR東日本）和日本貨物鐵道（JR貨物）營運。
- 2002年（平成14年）12月1日：東北新幹線延伸至八戶，此站變由IGR岩手銀河鐵道和日本貨物鐵道（JR貨物）管理。
- 2006年（平成18年）
  - 4月1日：JR貨物車站廢止，終止貨物起卸業務[1]。
  - 12月1日：銀河鐵道觀光由瀧澤站遷移至此站[2]。同時車站業務由盛岡站管理改為銀河鐵道觀光管理（銀河鐵道觀光職員兼任車站業務）。
- 2009年（平成21年）：車站業務改為由盛岡站管理。
  - 4月：閘外東西行人隧道開始動工（預定2013年春天完成）。
- 2010年（平成22年）3月：位於廚川站內的銀河鐵道觀光櫃臺終業，並遷移至IGR總部內.
- 2013年（平成25年）1月7日：閘外東西行人隧道工程完成（開放時間7:00～20:00）

## 車站構造
本站是地面車站，設有1面2線的島式月台。月台與站房之間透過跨線橋連接。此站是由盛岡站管理的直營車站（盛岡站所屬的廚川當值，早上和晚間沒有車站職員當值）。站内設有售票櫃臺口（營業時間:6：50 - 17：00，中間設有休息時段）和1座自動售票機。

### 月台
| 月台 | 路線                                    | 上下行 | 方向                       |
| ---- | --------------------------------------- | ------ | -------------------------- |
| 1    | ■岩手銀河鐵道線 （包含■花輪線直通列車） | 上行   | 盛岡方向                   |
| 2    | ■岩手銀河鐵道線                         | 下行   | 岩手沼宮內、二戶、八戶方向 |
| 2    | ■花輪線                                 | 下行   | 鹿角花輪、大館方向         |

## 使用狀況
根據「IGR岩手銀河鐵道」的資料，在2019年度（令和元年度）1日平均上下車人次為3,111人。
以下列出近年乘客人次：
| 乘車人次變化            | 乘車人次變化     | 乘車人次變化       | 乘車人次變化 |
| 年度                    | 1日平均 乘車人次 | 1日平均 上下車人次 | 參考資料     |
| ----------------------- | ---------------- | ------------------ | ------------ |
| 2000年（平成12年）      | 1,755            |                    | [ JR 1 ]     |
| 2001年（平成13年）      | 1,762            |                    | [ JR 2 ]     |
| 2002年（平成14年）(JR)  | 1,784            |                    | [ JR 3 ]     |
| 2002年（平成14年）(IGR) |                  | 3,819              | [ IGR 2 ]    |
| 2003年（平成15年）      |                  | 3,727              | [ IGR 3 ]    |
| 2004年（平成16年）      |                  | 3,553              | [ IGR 4 ]    |
| 2005年（平成17年）      |                  | 3,448              | [ IGR 5 ]    |
| 2006年（平成18年）      |                  | 3,099              | [ IGR 6 ]    |
| 2007年（平成19年）      |                  | 2,804              | [ IGR 7 ]    |
| 2008年（平成20年）      |                  | 2,557              | [ IGR 8 ]    |
| 2009年（平成21年）      |                  | 2,423              | [ IGR 9 ]    |
| 2010年（平成22年）      |                  | 2,471              | [ IGR 10 ]   |
| 2011年（平成23年）      |                  | 2,507              | [ IGR 11 ]   |
| 2012年（平成24年）      |                  | 2,522              | [ IGR 12 ]   |
| 2013年（平成25年）      |                  | 2,800              | [ IGR 13 ]   |
| 2014年（平成26年）      |                  | 2,891              | [ IGR 14 ]   |
| 2015年（平成27年）      |                  | 2,967              | [ IGR 15 ]   |
| 2016年（平成28年）      |                  | 3,135              | [ IGR 16 ]   |
| 2017年（平成29年）      |                  | 3,172              | [ IGR 17 ]   |
| 2018年（平成30年）      |                  | 3,209              | [ IGR 18 ]   |
| 2019年（令和元年）      |                  | 3,111              | [ IGR 1 ]    |

## 車站周邊
- 盛岡廚川郵局
- 盛岡中央高等學校（日语：盛岡中央高等学校）、附屬中學
- 盛岡大學附屬高等學校
- 岩手縣北巴士（日语：岩手県北自動車）總部、盛岡營業所
- 國道4號
- 盛岡信用金庫（日语：盛岡信用金庫）廚川分店
- 岩手縣營運動公園（陸上競技場（日语：岩手県営運動公園陸上競技場））
- 盛岡新幹線車輛中心（日语：盛岡新幹線車両センター）

## 巴士路線

### 「廚川站前」巴士站（於國道4號上）
岩手縣交通
- 廚川中央線（日语：岩手県交通巣子車庫#厨川中央線）
- 松園美武線（日语：岩手県交通滝沢営業所#松園みたけ線）
- 美武·箱清水線（日语：岩手県交通滝沢営業所#みたけ・箱清水線）
- 巢子箱清水線（日语：岩手県交通巣子車庫#巣子箱清水線）

岩手県北バス
- 前往沼宮內營業所（日语：岩手県北自動車#盛岡 - 沼宮内）
- 前往盛岡大學（日语：岩手県北自動車#盛岡 - 盛岡大学）
- 八幡平方向（日语：岩手県北自動車#八幡平方面（経路番号 A））

JR巴士東北
- 平庭高原線（日语：平庭高原線）

### 岩手縣北巴士盛岡営業所
- 經三馬橋、高松之池口（日语：高松公園）（E01（日语：岩手県北自動車#厨川駅 - 盛岡駅西口 - イオン盛岡南） : 前往AEON Mall盛岡南（日语：イオンモール盛岡南）、E11（日语：岩手県北自動車#厨川駅 - 盛岡駅西口・アイーナ） : 前往aiina（日语：いわて県民情報交流センター）前、E21（日语：岩手県北自動車#厨川駅 - 盛岡バスセンター） : 前往盛岡巴士中心（日语：盛岡バスセンター）。）
- 經北大橋、上田（E02 : 前往AEON Mall盛岡南，E22 : 前往盛岡巴士中心。只有上行班次。）
- D01、D02、D04（日语：岩手県北自動車#盛岡 - 青山駅前 - 厨川駅） : 經運動公園、青山站、夕顔瀨橋、盛岡站東出口 前往盛岡巴士中心
- 岩手絆號（日语：岩手県北自動車#新東京線『岩手きずな号』）（與富士特快（日语：フジエクスプレス）聯營。）

### 西出口巴士站
岩手縣交通
- 美武西線（日语：岩手県交通滝沢営業所#みたけ西線）

岩手縣北巴士
- E03、E23 : 經北大橋、上田 (只限下行到達班次。)

## 其他
在2008年12月，盛岡市計劃建設連接東西的行人隧道。這是由於車站和路軌分開了地區東西兩分，而此站北邊的元瀧澤平交道在早上和黃昏時段經常發生擁塞。為了鄰近的高校師生與當地居民安全著想，當地城鎮協會希望建設行人隧道連接兩地。在2008年度，市議會批出了預算建設行人隧道，在翌年2009年4月開展工程。
但是由於工程延誤，在2013年1月7日，行人隧道在早上7時～晚上8時才能通行。另外，在隧道未安裝升降機前還不可完全通行，該工程預計在同年3月尾完成。
在這個工程中，連帶在車站東西兩方的巴士、的士迴旋路和單車停泊處也進行工程。

## 相鄰車站
IGR岩手銀河鐵道
■岩手銀河鐵道、■JR花輪線（盛岡站至好摩站之間為岩手銀河鐵道線直通區間）
青山－廚川－巢子

## 注腳

### 使用狀況

#### JR東日本
1. ↑  . 東日本旅客鉄道.   [2019-02-05]. （原始内容存档于2019-03-27） （日语）.
2. ↑  . 東日本旅客鉄道.   [2019-02-05]. （原始内容存档于2019-03-27） （日语）.
3. ↑  . 東日本旅客鉄道.   [2019-02-05]. （原始内容存档于2019-03-27） （日语）.

#### IGR岩手銀河鐵道
1. 1 2   (PDF). IGRいわて銀河鉄道.   [2020-08-09]. （原始内容 (PDF)存档于2020-08-10） （日语）.
2. ↑   (PDF). IGRいわて銀河鉄道.   [2019-02-04]. （原始内容 (PDF)存档于2019-02-04） （日语）.
3. ↑   (PDF). IGRいわて銀河鉄道.   [2019-02-04]. （原始内容 (PDF)存档于2019-02-04） （日语）.
4. ↑   (PDF). IGRいわて銀河鉄道.   [2019-02-04]. （原始内容 (PDF)存档于2019-02-04） （日语）.
5. ↑   (PDF). IGRいわて銀河鉄道.   [2019-02-04]. （原始内容 (PDF)存档于2019-02-04） （日语）.
6. ↑   (PDF). IGRいわて銀河鉄道.   [2019-02-04]. （原始内容 (PDF)存档于2019-02-04） （日语）.
7. ↑   (PDF). IGRいわて銀河鉄道.   [2019-02-04]. （原始内容 (PDF)存档于2019-02-04） （日语）.
8. ↑   (PDF). IGRいわて銀河鉄道.   [2019-02-04]. （原始内容 (PDF)存档于2019-02-04） （日语）.
9. ↑   (PDF). IGRいわて銀河鉄道.   [2019-02-04]. （原始内容 (PDF)存档于2019-02-04） （日语）.
10. ↑   (PDF). IGRいわて銀河鉄道.   [2019-02-04]. （原始内容 (PDF)存档于2019-02-04） （日语）.
11. ↑   (PDF). IGRいわて銀河鉄道.   [2019-02-04]. （原始内容 (PDF)存档于2019-02-04） （日语）.
12. ↑   (PDF). IGRいわて銀河鉄道.   [2019-02-04]. （原始内容 (PDF)存档于2019-02-04） （日语）.
13. ↑   (PDF). IGRいわて銀河鉄道.   [2019-02-04]. （原始内容 (PDF)存档于2019-02-04） （日语）.
14. ↑   (PDF). IGRいわて銀河鉄道.   [2019-02-04]. （原始内容 (PDF)存档于2019-02-04） （日语）.
15. ↑   (PDF). IGRいわて銀河鉄道.   [2019-02-04]. （原始内容 (PDF)存档于2019-02-04） （日语）.
16. ↑   (PDF). IGRいわて銀河鉄道.   [2019-02-04]. （原始内容 (PDF)存档于2019-02-04） （日语）.
17. ↑   (PDF). IGRいわて銀河鉄道.   [2019-02-04]. （原始内容 (PDF)存档于2019-02-04） （日语）.
18. ↑   (PDF). IGRいわて銀河鉄道.   [2019-07-20]. （原始内容 (PDF)存档于2019-07-08） （日语）.

## 外部連結
- IGR岩手銀河鐵道 廚川站 （页面存档备份，存于）（日語）